# 相模トラフ

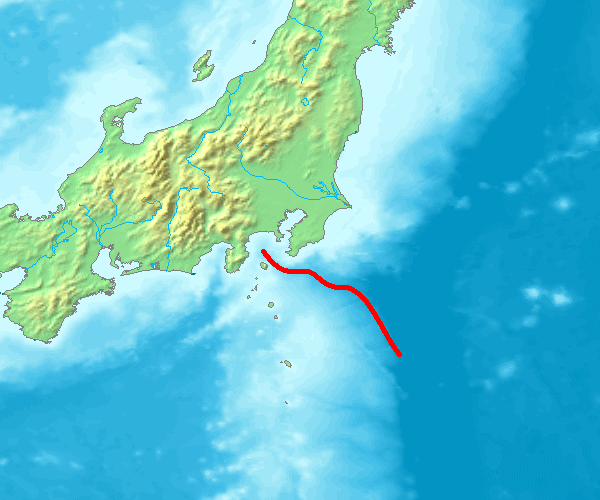
相模舟状海盆(トラフ)の位置（赤線）

相模舟状海盆（さがみトラフ、英: Sagami Trough）は、関東地方の南方沖にある海底地形（舟状海盆；しゅうじょうかいぼん，トラフ）、及びそれに由来する現在活動中の沈み込み帯名。フィリピン海プレートの北東端に該当し、南側のフィリピン海プレートが北側のオホーツクプレート（北アメリカプレート）下に沈み込んでいる。この沈み込み帯のプレート境界断層では、数百年間隔でマグニチュード8クラスの巨大地震が繰り返されている。

## 相模トラフの分類
相模トラフは大きく分けて海底地形としての相模舟状海盆(トラフ)と、テクトニクスとしての相模トラフ、プレート境界断層としての相模トラフに分類される。
海底地形としての狭義の相模トラフは、相模湾の二宮海底谷の南端付近（北緯35度10分 東経139度16分 / 北緯35.167度 東経139.267度）から、伊豆大島・房総半島の間のトラフ狭窄部（北緯34度45分 東経139度36分 / 北緯34.750度 東経139.600度）までの長さ約50kmのトラフである（Sagami Trough）。
トラフ狭窄部から、房総海底谷の西端（北緯34度43分 東経140度00分 / 北緯34.717度 東経140.000度）・或いは鴨川海底谷の南端（北緯34度48分 東経140度07分 / 北緯34.800度 東経140.117度）までの長さ約40～50kmのトラフ地形を相鴨トラフ（或いは相鴨海底谷）と言い、海底地形の広義の「相模トラフ」はこの相鴨トラフを含める。
テクトニクスとしての相模トラフは、伊豆衝突帯を西端とし日本海溝とのプレート三重点を東端とする長さ約250kmの沈み込み帯である（Sagami Subduction Zone）。沈み込み帯の相模トラフのdeformation frontに当たる海底地形として、「相模トラフ」「相鴨トラフ」「房総海底谷」「安房海底谷」「勝浦海盆」などが該当する。上盤側が北のオホーツクプレート（北アメリカプレート）、下盤側が南のフィリピン海プレートとなっている。
プレート境界断層としての相模舟状海盆(トラフ）は、Sagami Subduction Zoneのプレート境界（フィリピン海プレート上面）に形成されているメガスラストである（Sagami Megathrust）。広義では国府津－松田断層などの分岐断層も含む。Sagami Megathrustはのうち、深さ0-約20～60kmまでの部分は地震性すべり領域で、関東地震などの地震が発生しているほか、九十九里浜沖では数年間隔で短期的スロースリップイベントが発生している。また、想定されている首都直下地震の一つである東京湾北部地震はこのメガスラストの一部と設定している。

## 特徴
フィリピン海プレート、太平洋プレート、ユーラシアプレート、北アメリカプレート4つのプレートが重なり合う複雑な構造を持つ。
太平洋プレートは、日本海溝で北アメリカプレートの下に沈み込んだ先で、フィリピン海プレートの下にさらに沈み込んでいる。そのフィリピン海プレートは相模トラフで北アメリカプレートの下に沈み込み、丹沢山地付近と房総半島東方沖の地下で盛り上がり、東京湾から房総半島にかけての地下で地下深くに反り曲がる複雑な構造となっている。この付近には、東京湾北岸から関東平野東縁にかけて太平洋プレートの断片（関東フラグメント）があり、この断片はフィリピン海プレートと太平洋プレートに挟まれているとする仮説も発表されている。
さらに相模舟状海盆(トラフ)のすぐ西側にはユーラシアプレートがあり、駿河トラフおよび南海トラフでフィリピン海プレートがその下へ潜り込んでいる。
相模トラフの陸地側延長線上、小田原市東部の国府津付近からは活断層の国府津-松田-神縄断層帯があり、丹沢山地から富士山付近を弧状に通過して駿河湾に伸び、伊豆半島西側の駿河トラフ（南海トラフの北端部）に繋がっている。

### 三重会合点

房総半島南東沖で、相模トラフ、日本海溝、伊豆・小笠原海溝の3つが出会う場所があり、フィリピン海プレートと太平洋プレートの境界で双方のプレートが北アメリカプレートに潜り込んでいる端面でもある。この三重会合点においては地震波が散乱される現象が観測されている。
三重会合点付近は、房総深海谷から供給される堆積物によって形成された、深度約9,000メートルの坂東深海盆に埋没しており、直接観測することは出来ない。
音響探査による観測の結果、三重会合点は相模トラフの最深部（深海盆が無ければ13～14キロメートルの深さ）ではなく、坂東深海盆の北端部近くのもっと浅い地点に存在すると推測された。坂東深海盆は殆どがフィリピン海プレートと太平洋プレートの上にあり、北アメリカプレートには殆ど乗っておらず、深海盆西部ではフィリピン海プレートが露出している。なぜ三重会合点が最深部にないのか、原因は判明していない。

## 相模トラフにおける地震
相模トラフ周辺は地震多発地帯として有名で、歴史記録に残る地震だけでも1703年（元禄16年）に起きた元禄地震、1923年（大正12年）に起きた大正関東地震（関東大震災）など、マグニチュード(M) 7から8クラスの大きな地震が繰り返し発生している（M8クラスの巨大地震についての詳細は「相模トラフ巨大地震」を参照）。総延長 250 km の断層の2⁄3が活動したと想定すると、長さ 200 km × 幅 70 km で断層面積 14000 km2 となり、この規模が活動した場合、放出エネルギーのモーメントは 7.6 + 1021 Nm = モーメントマグニチュード(Mw) 8.1 程度と考えられる（1923年関東地震の断層は、130 × 65 km2）。
どのタイプの地震でも震源域の一部は陸上の地下にあるため、陸域でも直下型地震の様な非常に強い地震動を発生させることがあるほか、海底での変位により大津波を発生させる恐れがある。
M7規模の主な地震は、
- 相模トラフ沿い（プレート間地震）
  - 1293年 永仁関東地震 M 7.0 - 7.5
  - 1495年 明応関東地震 規模不明。発生の有無に関し諸説有り、「1498年の地震と混同している」とする説もある。相模湾の古地震を研究している金は、2014年の日本第四紀学会において、関東地震（相模トラフ沿いのプレート境界で発生するM7およびM8クラスの地震）が1495年に起きたとする証拠は地形学的・地質学的に認められていないとしている[要出典]。
  - 1703年 元禄地震 M 7.9 - 8.2
  - 1923年 大正関東地震 M 7.9
- プレートの沈み込みに伴う（プレート内地震）
  - 1782年 天明小田原地震 M 7.0
  - 1853年 嘉永小田原地震 M 6.7±0.1
  - 1855年 安政江戸地震 M 7.0 - 7.1
  - 1894年 明治東京地震 M7.0
  - 1895年 茨城県南部（霞ヶ浦付近） M 7.2
  - 1921年 茨城県南部（龍ケ崎付近） M 7.0

### 想定震源域と様式
想定されている震源域は、
- 相模湾周辺の領域 A
- 房総半島南部周辺の領域 B
- 房総半島（勝浦付近）沖の領域 C

地震の様式は幾つかあり、震源の深さの範囲はおおよそ30km - 80kmとなっている。地震のタイプは次のように区分されている。
1. 陸側のプレートとフィリピン海プレートの境界付近で発生するプレート間地震
2. フィリピン海プレート内部で発生するプレート内地震
3. フィリピン海プレートと太平洋プレートの境界付近で発生するプレート間地震
4. 太平洋プレート内部で発生するプレート内地震

### 巨大地震の再来周期
M8クラスの巨大地震では、GPS観測データからはおよそ200 - 400年周期、変動地形からはおよそ400 - 800年周期とする複数の仮説がある。しかし、歴史上で発生が確かなのは元禄地震と大正関東地震の2例のみで、元禄地震以前の記録が極端に少ないこともあり、正確な再来周期は不明であるため調査が行われている。
発生間隔（再来周期）の調査は、おもに海岸段丘の分布と年代に基づいて行われている。調査の結果、2012年の知見として、元禄型の発生時期は約7200年前、約5000年前、約3000年前、西暦1703年の4回で、大正型は元禄型以外の時期に少なくとも11回分が確認されている。つまり、領域Aの三浦半島及び相模湾周辺の断層は、おおまかに約400年間隔で活動し、元禄型の震源域とされている領域Bの房総半島南部周は、約2,000 - 2,700年間隔で活動していると考えられる。
しかし、房総半島南部では7,000 - 9,000年前頃の津波堆積物は、100 - 300年間隔で観察されている。特に海岸段丘に着目した場合、内房と外房で離水年代（地震による隆起）が異なることが見出され、九十九里にも別な年代に離水した段丘が発見されており、新たな断層モデルの想定が必要となる可能性が示唆されている。

#### 想定される巨大地震

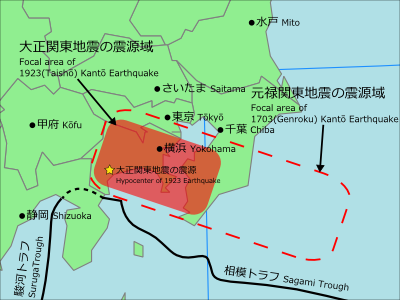
大正関東地震（赤塗りの領域）と元禄関東地震（赤点線内の領域）の想定震源域
地震調査委員会,2004

1. 大正型関東地震（関東大震災型） - 相模湾〜野島崎（領域 A）を震源域とする。陸側のプレートとフィリピン海プレートの境界面、低角逆断層型。
2. 元禄型関東地震（元禄地震型） - 相模湾〜房総半島南東沖（領域 A + B）を震源域とする。陸側のプレートとフィリピン海プレートの境界面、低角逆断層型。大正型の震源域に加えて、房総半島南東沖（固有地震とされる外房型の震源域）まで破壊が進んだ連動型地震との見方もある。
3. 不明 - 領域 C 単独型。領域 A + B + C 連動型。

### 防災計画
神奈川県・静岡県・山梨県・東京都・千葉県・埼玉県・茨城県南西部の各地域では、日本国政府と地方自治体で地震対策が練られ、それぞれの主催で防災訓練が実施されている。

### 観測体勢
- 海上保安庁水路部 - マルチチャンネル反射法音波探査による海底の地質調査。
- 防災科学技術研究所 - 1996年より6箇所の海底ケーブル式地震計による観測網により常時観測[6]。

| 観測点コード(Hi-net) | 観測点名 | 北緯    | 東経     | 水深(m) |
| -------------------- | -------- | ------- | -------- | ------- |
| N.ST1H               | 相模1    | 34.5956 | 139.9183 | 2197    |
| N.ST2H               | 相模2    | 34.7396 | 139.8393 | 2339    |
| N.ST3H               | 相模3    | 34.7983 | 139.6435 | 902     |
| N.ST4H               | 相模4    | 34.8931 | 139.5711 | 933     |
| N.ST5H               | 相模5    | 34.9413 | 139.4213 | 1486    |
| N.ST6H               | 相模6    | 35.0966 | 139.3778 | 1130    |

- 海洋研究開発機構 - 1993年（平成5年）より、初島沖の北緯35.003083、東経139.2247E(測地系：WGS-84)に、テレビカメラ、地震計、水圧計、流向流速計、ハイドロフォン、ガンマ線センサなどを設置し観測中[7]。

## 相模トラフの生物相
相模湾の相模トラフ東側には沖の山堆、三崎海丘、三浦海丘、相模海丘が並び、この海域では化学合成生物群集が多数確認されており、相模トラフ・南部海山として生物多様性の観点から重要度の高い海域に選定されている。